# Mou Tapu
Mou Tapu ist eine Insel im Lake Wānaka, in der Region Otago auf der Südinsel von Neuseeland.

## Geographie
Mou Tapu befindet sich im südlicheren Bereich des Lake Wānaka, rund 10,8 km nordnordwestlich vom Ortszentrum von Wanaka entfernt. Die Insel liegt ziemlich zentral zwischen The Peninsula rund 1,65 km im östlich, Roys Peninsula, rund 1,2 km südlich und den Ufern des Sees, rund 1,17 km nördlich und rund 2,8 km westlich. Die 495 m hohe, mit steilen Hängen versehene Insel erstreckt sich über rund 1,95 km in Westsüdwest-Ostnordost-Richtung und misst an der breitesten Stelle rund 755 m in Nordwest-Südost-Richtung. Sie umfasst dabei eine Fläche von 120 Hektar.
Eine ähnlich große Insel befindet sich mit Mou Waho rund 4,7 km nordnordöstlich.

## Schutzgebiet
Die Insel, die frei von Prädatoren ist, hat den Schutzstatus eines Scenic Reserve bekommen und wird vom Department of Conservation verwaltet. Auf der Insel sind keine Hunde und kein Feuer erlaubt. Auch verfügt die Insel über keine Wanderwege.